# Melissa Morales
Melissa Morales (n. 4 de diciembre de 1990) es una tenista nacida en el Departamento de Escuintla, Guatemala.
El 12 de noviembre de 2018, Melissa Morales alcanzó su mejor clasificación individual en el puesto número 784 del mundo. El 24 de septiembre de 2018, alcanzó el puesto 608 en la clasificación de dobles.
Desde su debut con el equipo de la Copa Federación de Guatemala en 2008, Morales tiene un récord de victorias y derrotas de 18–9 hasta abril de 2021.

## Finales de la ITF

### Individuales: 1 (1 finalista)
| Leyenda                |
| ---------------------- |
| torneos de USD 100,000 |
| Torneos de USD 75,000  |
| torneos de USD 50,000  |
| torneos de USD 25,000  |
| torneos de USD 10,000  |

| Finales por superficie |
| ---------------------- |
| Dura (0–1)             |
| Arcilla (0–0)          |
| Hierba (0–0)           |
| Carpeta (0–0)          |

| Resultado | G – P | Fecha             | Torneo              | Nivel  | Superficie | Adversario     | Puntaje       |
| --------- | ----- | ----------------- | ------------------- | ------ | ---------- | -------------- | ------------- |
| Pérdida   | 0-1   | diciembre de 2006 | ITF La Habana, Cuba | 10,000 | Dura       | Stefania Boffa | 1–6, 6–3, 3–6 |

### Dobles: 8 (3 títulos, 5 subcampeonatos)
| Leyenda                |
| ---------------------- |
| torneos de USD 100,000 |
| torneos de USD 80,000  |
| torneos de USD 60,000  |
| torneos de USD 25,000  |
| torneos de USD 15,000  |
| torneos de USD 10,000  |

| Finales por superficie |
| ---------------------- |
| Dura (2–3)             |
| Arcilla (1–1)          |
| Hierba (0–0)           |
| Carpeta (0–1)          |

| Resultado | N.º | Fecha                   | Nivel    | Torneo                      | Superficie | Compañero            | Oponentes                                      | Puntaje      |
| --------- | --- | ----------------------- | -------- | --------------------------- | ---------- | -------------------- | ---------------------------------------------- | ------------ |
| Pérdida   | 1.  | 27 de noviembre de 2006 | 10,000   | ITF La Habana, Cuba         | Dura       | Lumay Diaz Hernandez | Yamile Fors Guerra Yanet Núñez Mojarena        | 3–6, 1–6     |
| Pérdida   | 1.  | 2 de octubre de 2017    | 15,000   | ITF Sharm El Sheikh, Egipto | Dura       | Andrea Weedon        | Jelena Stojanovic Alexandra Walters            | 3–6, 1–6     |
| Pérdida   | 2.  | 30 de junio de 2018     | 15,000   | ITF Hammamet, Túnez         | Arcilla    | Fernanda Brito       | Irene Burillo Escorihuela Andrea Lázaro García | 4–6, 4–6     |
| Victoria  | 3.  | 7 de septiembre de 2018 | 15,000+H | ITF Luque, Paraguay         | Dura       | Andrea Weedon        | Camila Giangreco Campiz Sara Tami-Masi         | 7–5, 6–4     |
| Pérdida   | 4.  | 10 de diciembre de 2018 | 15,000   | ITF Solarino, Italia        | Carpeta    | Andrea Weedon        | Veronika Erjavec Cristina Novak                | 3–6, 6–7 (4) |
| Victoria  | 2.  | 6 de octubre de 2019    | 15,000   | ITF Santiago, Chile         | Arcilla    | Romina Ccuno         | Mel Reasco González Antonia Samudio            | 6–3, 6–3     |
| Victoria  | 3.  | 9 de noviembre de 2019  | 15,000   | ITF Ciudad de Guatemala     | Duro       | Andrea Weedon        | Warona Mdlulwa Catalina Pella                  | 6–3, 7–6 (4) |
| Pérdida   | 5.  | 14 de mayo de 2022      | 15,000   | ITF Cancún, México          | Duro       | Andrea Weedon        | Saki Imamura Chia Yi Tsao                      | 3–6, 1-6     |

## Participación en la Copa Federación

### Individual
| Edición                              | Fecha                | Ubicación                         | Contra               | Superficie | Adversario                      | G / P | Puntaje           |
| ------------------------------------ | -------------------- | --------------------------------- | -------------------- | ---------- | ------------------------------- | ----- | ----------------- |
| Fed Cup 2008 Zona Americana Grupo II | 24 de abril de 2008  | Cochabamba, Bolivia               | Barbados             | Arcilla    | Alyssa Fuentes                  | G     | 6–2, 7–5          |
| Fed Cup 2008 Zona Americana Grupo II | 25 de abril de 2008  | Cochabamba, Bolivia               | Venezuela            | Arcilla    | Mariana Muci                    | G     | 7–5, 6–0          |
| Fed Cup 2015 Zona Americana Grupo II | 26 de junio de 2015  | Santo Domingo Este, R. Dominicana | Puerto Rico          | Dura       | Mónica Matías                   | P     | 2–6, 6–3, 6–7 (3) |
| Fed Cup 2016 Zona Americana Grupo II | 1 de febrero de 2016 | Bayamón, Puerto Rico              | Bahamas              | Dura       | Iesha Pastor                    | G     | 6–3, 6–1          |
| Fed Cup 2016 Zona Americana Grupo II | 2 de febrero de 2016 | Bayamón, Puerto Rico              | Puerto Rico          | Dura       | Mónica Puig                     | P     | 0–6, 1–6          |
| Fed Cup 2016 Zona Americana Grupo II | 3 de febrero de 2016 | Bayamón, Puerto Rico              | República Dominicana | Dura       | Laura Lissette Quezada Martínez | G     | 6–1, 6–0          |
| Fed Cup 2016 Zona Americana Grupo II | 4 de febrero de 2016 | Bayamón, Puerto Rico              | Uruguay              | Dura       | Margot Mercier                  | G     | 6–2, 6–2          |
| Fed Cup 2016 Zona Americana Grupo II | 6 de febrero de 2016 | Bayamón, Puerto Rico              | Venezuela            | Dura       | Andrea Gámiz                    | P     | 1–6, 3–6          |

### Dobles
| Edición                              | Fecha                | Ubicación                           | Contra               | Superficie | Compañero        | oponentes                                      | G / P | Puntaje  |
| ------------------------------------ | -------------------- | ----------------------------------- | -------------------- | ---------- | ---------------- | ---------------------------------------------- | ----- | -------- |
| Fed Cup 2008 Zona Americana Grupo II | 25 de abril de 2008  | Cochabamba, Bolivia                 | Venezuela            | Arcilla    | Jessica Lehnhoff | Mariana Muci Milagros Sequera                  | P     | 3–6, 3–6 |
| Fed Cup 2015 Zona Americana Grupo II | 24 de junio de 2015  | Santo Domingo Este, Rep. Dominicana | Bermuda              | Dura       | Camila Ramazzini | Jacklyn Lamberto Zaire Simmons                 | G     | 6–0, 6–0 |
| Fed Cup 2016 Zona Americana Grupo II | 1 de febrero de 2016 | Bayamón, Puerto Rico                | Bahamas              | Dura       | Andrea Weedon    | Lauryn Daxon Sierra Donaldson                  | G     | 6–0, 6–0 |
| Fed Cup 2016 Zona Americana Grupo II | 2 de febrero de 2016 | Bayamón, Puerto Rico                | Puerto Rico          | Dura       | Andrea Weedon    | Ana Sofia Cordero Mónica Puig                  | P     | 4–6, 3–6 |
| Fed Cup 2016 Zona Americana Grupo II | 3 de febrero de 2016 | Bayamón, Puerto Rico                | República Dominicana | Dura       | Rut Galindo      | Penélope Abreu Laura Lissette Quezada Martínez | G     | 6–0, 6–0 |
| Fed Cup 2016 Zona Americana Grupo II | 4 de febrero de 2016 | Bayamón, Puerto Rico                | Uruguay              | Dura       | Andrea Weedon    | Margot Mercier Florencia Rossi                 | G     | 6–1, 6–4 |

## Videos
- Cinco cosas que no sabías de Melissa Morales en YouTube., (en español)
- Melissa Morales - Selección Tenis habla sobre Fed Cup 2017 en YouTube., (en español)